# Cârlomănești (okręg Gałacz)
Cârlomănești – wieś w Rumunii, w okręgu Gałacz, w gminie Cerțești. W 2011 roku liczyła 676 mieszkańców.